# Шустер Савік Михайлович
Са́вік Шу́стер (при народженні — Шевель (укр. Савелій) Шустеріс; нар. 22 листопада 1952, Вільнюс, Литовська РСР, СРСР) — канадський, німецький, італійський, російський та український журналіст, у минулому литовський та канадський футболіст, а також вчений-медик та лікар, згодом спеціальний кореспондент німецьких та італійських видань, автор і ведучий численних суспільно-політичних, спортивних та музичних ток-шоу на різних телеканалах Росії та України. Наразі є ведучим ток-шоу «Свобода слова Савіка Шустера» на телеканалах «Україна» та Україна 24, засновник ТОВ «Савік Шустер Студія». Заслужений журналіст України (2012). Пропагандист впровадження ідеї безумовного базового доходу в життя.
Має канадське та італійське громадянство та посвідку на проживання і дозвіл на роботу в Україні (з 2005 року і донині). Володіє мовами: литовською, російською, англійською, французькою, італійською, івритом, німецькою, українською.

## Життєпис
Шевеліс Шустеріс народився 22 листопада 1952 року в Литовській РСР у родині футболіста вільнюського «Спартакаса» і спортивного тренера. Грав у складі юнацької футбольної збірної Литовської РСР. У 19 років, на другому курсі медичного інституту, Савік емігрував і потрапив до Канади.
У 1976 році закінчив медичну школу університету McGill в Монреалі, за іншими даними — факультет біохімії та фізіології Монреальського університету. Грав у футбольній команді української діаспори СТ Україна (Монреаль). Переїхавши до Флоренції, Савік продовжив вивчення медицини. Працював у науково-дослідному центрі Флорентійського університету в Італії. Наприкінці 1970-х як лікар побував у Чаді, де тривала громадянська війна. Водночас через багато років Володимир Матусевич, у минулому його керівник на «Радіо Свобода», у пресі звинуватив Савіка в приписуванні собі вищої освіти. Жив в Італії до переїзду в Росію у середині 1990-х.
Початок кар'єри журналіста на Заході збігся зі вторгненням Радянської армії до Афганістану 1979 року.
Шустер висвітлював цю війну з боку сил опору протягом 10 років. Його статті про війну в Афганістані публікували «Newsweek», «Der Spiegel», «Liberation», «La Republica». У цих же виданнях висвітлював головні війни 80-х: у Лівані, Чаді, Нікарагуа.

### Співпраця з «Радіо Свобода»
У 1988 році Шустер запропонував серію репортажів з війни в Демократичній республіці Афганістан російською мовою для «Радіо Свобода». Потрапивши на російську службу «Радіо Свобода», він приніс туди прийоми нової, сучасної, західної журналістики й невдовзі після повернення з Афганістану вів головну щоденну інформаційну програму тих років — «В стране и мире». Уперше від часу створення сформував відкриту кореспондентську мережу в Росії (це призвело, зокрема, до масових звільнень старих емігрантських кадрів з радіостанції). Був призначений керівником московського філіалу «Радіо Свобода» (1996—2001), де вів головну інформаційну програму «Liberty Live» («Свобода в прямому ефірі»).

### У Росії
Одночасно починає співпрацювати з телеканалом НТВ як спортивний коментатор. Савік створив футбольний телепроєкт, присвячений чемпіонату світу 1998 року. Коли після завершення чемпіонату програма припинила випуск, Державна Дума понад 300 голосами прийняла звернення до керівництва каналу НТВ із проханням продовжити програму Шустера.
Після приходу до влади у РФ Путіна відбулась силова зміна керівництва й власників телекомпанії. Кремль позбавив прав власності непідконтрольного Гусинського, права власності на канал за борги перейшли до Газпрому, а керівником каналу замість Євгена Кисельова було призначено Бориса Йордана, американського реемігранта. На знак протесту проти захоплення телеканалу його покинули провідні журналісти Євген Кисельов, Віктор Шендерович та інші. Але згодом деякі з них повернулися працювати на канал (Тетяна Міткова, Леонід Парфьонов). Відомий спортивний коментатор Володимир Маслаченко оголосив, що не буде коментувати ігри футбольної Ліги чемпіонів на НТВ. Засудив захоплення телеканалу і Савік Шустер. Проте Савік залишився працювати на НТВ. Керівництво «Радіо Свобода» сприйняло таку позицію як аморальну, і Савіка було усунуто від керування московським офісом «Свободи» та звільнено з радіостанції. У різні часи на НТВ був ведучим програм «Герой дня», «Свобода слова», «Вплив» (рос. Влияние). Улітку 2004 року обійняв посаду заступника генерального директора телекомпанії з документального кіно, але невдовзі зрозумів, що не зможе реалізувати свої ідеї з новим керівництвом, яке призначила компанія «Газпром Медіа», і пішов з каналу.

### В Україні

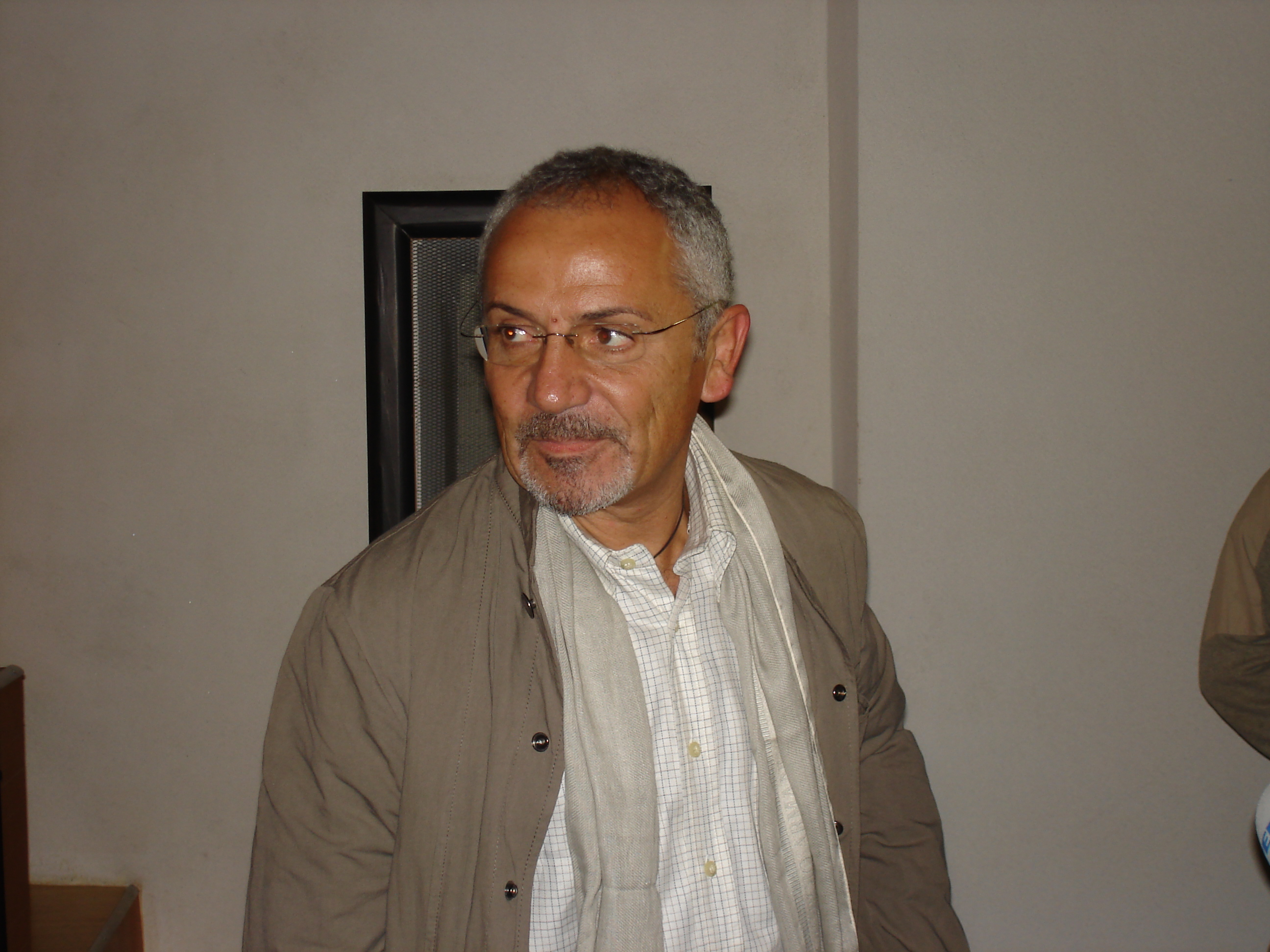
Савік Шустер 2007 року

З травня 2005 року Савік, за рекомендацією Бориса Немцова і на запрошення власника телеканалу ICTV Віктора Пінчука, відкриває на цьому ж телеканалі програму «Свобода слова», з часом вона стає популярною. У 2005 році програма отримала премію «Телетріумф» у номінації «Найкраще ток-шоу»[джерело?]. На думку оглядачів, Шустер у програмі використовував маніпуляцію суспільною думкою. Зі слів українського політолога Сергія Грабовського, «ця програма має один недолік — вона має надто мало спільного зі свободою слова».
8 червня 2007 року в прямому ефірі «Свободи слова» Шустер офіційно заявив, що переходить на канал «Інтер», де очолив новий проєкт.
10 липня 2007 року Шустер коментував матч за Суперкубок України з футболу. У багатьох глядачів коментування викликало обурення і незадоволення якістю коментування Шустера.
24 серпня 2007 року о 20:30 за Києвом відбувся перший ефір програми «Свобода Савіка Шустера» на телеканалі Інтер. Того ж дня відбувся і старт проєкту «Великі українці», ведучим якого став Шустер.
Улітку 2008 року Шустер перейшов на телеканал ТРК Україна. Контракт тривалістю три роки передбачав вихід в ефірі каналу з понеділка по п'ятницю суспільно-політичної програми, ведучим якої мав був Савік. Тоді ж, у серпні 2008 року, разом з відомим пакистанським бізнесменом Мохаммадом Захуром, став співзасновником та інвестором продакшн-студії «Savik Shuster Studios». Проте після конфлікту із Захуром компанію було ліквідовано. Проєкт «Шустер LIVE» з'явився в ефірі телеканалу 5 вересня. Контракт гарантував невтручання телеканалу в роботу продакшн-компанії Шустера.
На Олімпійських Іграх 2008 року в Пекіні Шустер у складі української делегації ніс олімпійський вогонь.
21 липня 2009 року відкрив свій продакшн — «Савік Шустер Студія».
Під час Чемпіонату світу з футболу 2010 року разом із Петром Магою та Василісою Фроловою вів програму «Африканські пристрасті» на Першому національному телеканалі, а також коментував з експертами більшість матчів.
З 21 січня 2011 по 15 лютого 2013 року програма «Шустер LIVE» виходила на «Першому національному телеканалі». Після цього, з 22 лютого 2013 року, виходила на телеканалі «Інтер».
21 лютого 2014 року вийшов випуск програми «Шустер LIVE» на 5 каналі. Навесні 2014 Савік Шустер повертається на «Перший національний» телеканал. Восени програму «Шустер Live» знято з ефіру за рішенням Зураба Аласанії, який пояснив, що в ефірах програм Шустера було забагато маніпуляції.:
|  | Навпаки, влада захищала Шустера й могла залишити його на каналі. І зі мною розмовляли саме в такому ракурсі: навіщо ти женеш його, не пролонгуєш контракту — так не може бути. Савік дуже активно ходив і скаржився, ви це знаєте, і сам він цього не приховував. І подекуди влада починала тиснути: вони дзвонили, ми розмовляли. Не те щоб вони вказували, аби я завтра поставив програму в ефір, — зі мною так не можна, вони це знають. Але казали: «Давай порадимося. Навіщо припиняти контракт? Програма така класна. В тебе — рейтинги, без неї ти втратиш усю решту». Але я готовий був позбутися всієї решти, навіть тих маленьких рейтингів — у межах похибки. Нам не було що втрачати. Реформа на те і є. Втратимо остаточно — почнемо будувати нове. Шустер-шоу було дикою маніпуляцією. Довести, що це було ще й за гроші, я не можу, але ми всі у своєму середовищі все знаємо. Я ненавиджу такі слова, вони не журналістські. Менше з тим, для себе я маю достатньо доказів того, що відбувалося з нечистої сторони. До того ж маніпулятивні речі, які робив Шустер, були очевидні. Це як big data — береш декілька програм, порівнюєш, хто і скільки разів у них з’являється, і все розумієш. |

З цього часу програма одночасно транслюється на каналах «24» та «112 Україна». Але після випадку із запрошенням російського журналіста Максима Шевченка в ефір керівництво каналу «24» під страхом призначення позапланової перевірки зі сторони Національної ради з телебачення і радіомовлення відмовилося від трансляцій шоу Савіка. Після цього «Шустер LIVE» ще виходила пів року на «112 Україна».
У вересні 2015 року працює на телеканалі «1+1». Але 18 вересня 2015 року його програму було знято з ефіру й замінено на російську мелодраму «Зимовий вальс». Цього ж дня у своєму ефірі він показав листа за підписом генерального директора «1+1» Олександра Ткаченка, у якому той повідомив, що згідно з умовами ліцензійного договору програма «Шустер live» не може виходити в ефірі каналу «112 Україна». Коментуючи цього листа, Шустер заявив, що в ліцензійному договорі не йдеться про право каналу «1+1» вилучати програму «Шустер live» зі свого ефіру, коли йому заманеться. Ведучий також звернувся до гендиректора «1+1»: «Я не ваш раб. Я не якесь лайно у ваших руках… Частіше дивіться у дзеркало, там ви побачите більше правди». Надалі (після конфлікту з власником каналу Ігорем Коломойським) Савік Шустер працює на власному кабельному телеканалі «3S.tv.», заснованому у співпраці з Павлом Єлізаровим. 20 вересня 2019 року цей конфлікт знову загострився. Під час ефіру між журналістом і олігархом сталася сварка, у якій обидві сторони звинувачували одна одну в порушеннях контракту.
Заслужений журналіст України (15 серпня 2012 року) — за високу професійну майстерність у висвітленні спортивних змагань XXX літніх Олімпійських ігор у Лондоні.
26 квітня 2016 року С. Шустер розпочав голодування через переслідування його в Україні, а за політичними мотивами та через критику ним фактів корупції в Україні, зокрема з боку Голови ДФС Насірова. Також цього дня С. Шустеру анулювали дозвіл на роботу в Україні.
З 29 квітня по 31 грудня 2016 року програма Савіка Шустера виходила в ефірі комунального телеканалу «Київ».
12 листопада 2016 року Печерський районний суд Києва на закритому судовому засіданні ухвалив рішення обшукати житло і студію ведучого ток-шоу «Шустер LIVE» Савіка Шустера.
У 2019 році Шустер і його адвокат стверджували, що всі суди, початі у 2016—2019 роках, вони виграли. Але восени 2019 року почався суд між ним і олігархом Ігорем Коломойським.
1 грудня 2016 року телеканал Савіка Шустера 3S.tv повідомив про припинення своєї діяльності з 1 січня 2017 року у зв'язку з фінансовими проблемами.
У серпні 2019 року Савік підписав контракт із ТРК Україна на вихід програми «Свобода слова Савіка Шустера» щоп'ятниці.

## «Свобода слова Савіка Шустера»
2005 року започаткував програму «Свобода слова», яка цього ж року отримала премію «Телетріумф» у номінації «Найкраще ток-шоу». Працював ведучим популярних політичних ток-шоу на українських каналах. До команди каналу «Україна» приєднався 2008 року зі власним проєктом «Шустер LIVE», який виходив на каналі до 2011 року. 2019 року Савік Шустер повернувся на телеканал «Україна» з новим соціально-політичним ток-шоу «Свобода слова Савіка Шустера», що до 2022 року транслювалося в ефірі щоп'ятниці о 21:00 на телеканалах «Україна» та Україна 24.

## Літературна діяльність
- Савік Шустер. «Свобода слова проти страху і приниження». Переклад з російської: ?. Київ: Брайт Букс. 304 стор. ISBN 9786177418633

## Критика діяльності
- Журналістську діяльність Савіка Шустера неодноразово критикували в Україні та Росії. Оглядачі звинувачували його студію у використанні маніпуляційних технологій та відвертих фальсифікацій у його програмах. За словами директора фонду «Демократичні ініціативи», старшого наукового співробітника Інституту соціології НАНУ Ірини Бекешкіної, Савік Шустер використовував в ефірі свого політичного ток-шоу маніпулятивні технології. У ході програми «Шустер Live» 21 жовтня 2011 року він поставив присутнім запитання: «Чи має право Європейський Союз нав'язувати свої правила Україні?». За словами І.Бекешкіної[25]:|  | Саме слово «нав’язувати» вже має негативний зміст. У соціології є норма — не ставити в питаннях оцінних слів, які впливають на відповіді. А так — це типова маніпуляція, реакція на слово «нав’язують» |
- 25 березня 2011 року під час ефіру програми «Шустер LIVE» в ході голосування, яке Шустер назвав репрезентативним, 47 % висловились за «єдину державу». На початку року соціологічна фундація «Київський міжнародний інститут соціології» в ході аналогічного опитування отримала результат у 22 %. На думку оглядача газети «День» Ігоря Лосєва[26]: |  | аудиторія «Шустер — LIVE» не є репрезентативною. Вона швидше маніпулятивна. |

- В українському скетч-шоу Файна Юкрайна була сюжетна лінія «Ток-шоу „Всє свободни“ з Савою Шустрим на Файна TV».

- Савік Шустер став прототипом персонажа глашатая Шустрого у багатосерійному мультфільмі «Казкова Русь».

- Російський телепродюсер Олександр Левін: Скажімо, особисто у мене до Парфьонова та Міткової менше претензій, ніж до Савіка Шустера. Він у день захоплення каналу перед камерою повчав ведучу новин Ольгу Бєлову, за кадром висловлювався ще жорсткіше, а потім з'ясувалося, що він залишився на НТВ і програма, яку він веде, аж ніяк не «Третій тайм». Про яку довіру Шустеру можна говорити?

- Колишній генпродюсер НТВ Володимир Кулістіков: «Савік — людина ринкова…»[27].

## Сім'я
- Ольга Невська, колишня дружина (до 2012 року)[28].
- Діти від шлюбу з італійкою: Сара Шустер, Стефано Шустер.